# Fernán Núñez
Fernán Núñez település Spanyolországban, Córdoba tartományban. Fernán Núñez Montemayor, La Rambla és Córdoba községekkel határos. Lakosainak száma 9638 fő (2024).

## Népesség
A település népessége az elmúlt években az alábbi módon változott:
| Lakosok száma | 9484 | 9407 | 9502 | 9701 | 9794 | 9801 | 9712 | 9663 | 9667 | 9638 |
|               | 2001 | 2004 | 2006 | 2009 | 2011 | 2014 | 2016 | 2019 | 2021 | 2024 |